# خليفة لو (مشكين شهر)
خليفة لو هي قرية في مقاطعة مشكين شهر، إيران. عدد سكان هذه القرية هو 337 في سنة 2006.